# Phyllonorycter corylifoliella
Phyllonorycter corylifoliella är en fjärilsart som först beskrevs av Jacob Hübner 1796.  Phyllonorycter corylifoliella ingår i släktet guldmalar, och familjen styltmalar.
Artens utbredningsområde är:
- Österrike.
- Belgien.
- Luxemburg.
- Belarus.
- Estland.
- Lettland.
- Litauen.
- Bulgarien.
- Tjeckien.
- Slovakien.
- Danmark.
- Finland.
- Frankrike.
- Tyskland.
- Grekland.
- Ungern.
- Irland.
- Iran.
- Irak.
- Italien.
- Kazakstan.
- Nederländerna.
- Norge.
- Polen.
- Portugal.
- Rumänien.
- Spanien.
- Sverige.
- Schweiz.
- Turkmenistan.
- Tunisien.
- Turkiet.
- Moldavien.
- Ukraina.
- Uzbekistan.
- Kroatien.

Inga underarter finns listade i Catalogue of Life.

## Bildgalleri

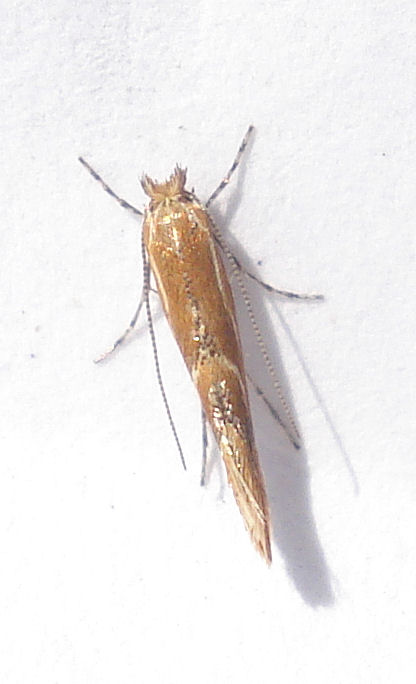
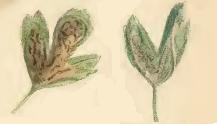
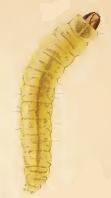